# Лукин, Ефим Иудович
Ефим (Юхим) Иудович Лукин (25 сентября (8 октября) 1904, Новогеоргиевск, Херсонская губерния — 22 ноября 1999, Харьков) — советский и украинский зоолог, гидробиолог и эволюционный биолог, специалист по пиявкам, профессор (1943), доктор биологических наук (1942). Автор более 130 публикаций, в том числе 3 монографий.

## Биография
Ефим Иудович Лукин родился 8 октября 1904 года в г. Новогеоргиевск Херсонской губернии (затоплен при строительстве Кременчугской ГЭС). В 1911 году вместе с семьёй переехал в Харьков.
В течение 1920—1922 годов в связи с тяжёлым материальным положением семьи работал санитаром Харьковского окружного военно-дезинфекционного отряда, затем — препаратором Центральной лаборатории в Харькове. Среднее образование получил, окончив профшколу «Коммуна».
В течение 1922—1926 годов учился в Харьковском институте народного образования на биологическом факультете, однако был исключён «в связи с буржуазным происхождением». С 1924 по 1926 годы был взят работать зоологом-счетоводом в комиссии по санитарно-биологическому исследованию бассейна Северского Донца благодаря заступничеству профессора Харьковского университета Н. Н. Фадеева. 
В течение 1926 по 1929 годов был аспирантом в Харьковском отделе Института зоологии НАН Украины. В 1928—1929 публикует первые научные статьи, посвящённые водяным клещам и пиявкам Северского донца.
В 1929 году защитил кандидатскую диссертацию на тему «Биологические особенности рыбьей пиявки Piscicola geometra в связи с вопросом об эволюции пресноводной фауны» и получил звание научного сотрудника.
В течение 1928—1937 годов преподавал общую биологию и зоологию в вузах Харькова. В течение 1930—1935 годов работал заведующим кафедрой биологии подготовительного отделения Института красной профессуры. С 1932 по 1941 год был старшим научным сотрудником Зоолого-биологического института при Харьковском университете. В 1935 году Лукину была присуждена учёная степень кандидата биологических наук.  В то же время начинает больше интересоваться общими проблемами эволюции.
С 1937 по 1941 годы был заведующим кафедрой зоологии и дарвинизма, доцентом Харьковского зоотехнического института (ХЗИ). В 1940 году была опубликована его монография «Дарвинизм и географические закономерности в изменении органов». 
Осенью 1941 года был эвакуирован в Томск. С 1942 по 1944 годы был заведующим кафедрой дарвинизма, затем ихтиологии и гидробиологии Биологического факультета Томского университета. В 1942 году защитил докторскую диссертацию на тему: «Дарвинизм и географические закономерности в изменении органов» и получил научную степень доктора биологических наук. В 1943 году Лукину было присвоено учёное звание профессора кафедры ихтиологии и гидробиологии Томского университета. В 1944 году возвращается в Харьков и вплоть до 1948 года работает заведующим кафедрой гидробиологии Харьковского университета.
В 1945 году возглавляет новосозданную кафедру гидробиологии в Харьковском университете. В 1945—1946 годах был деканом Зоотехнического факультета. 
В 1948 году активно участвует в проведении готовящейся Конференции по проблемам дарвинизма, экстренно созванной для публичного разоблачения Трофима Лысенко и его последователей, отрицавших дарвиновскую теорию естественного отбора. На конференции выступает с докладами «Внутривидовая дифференциация и естественный отбор» и «О первоначальной дивергенции животного и растительного миров с точки зрения естественного отбора», в связи с чем, вскоре после сессии ВАСХНИЛ, его увольняют из университета в рамках компании по борьбе с генетикой и отстраняют от должности заведующего кафедрой в Харьковском университете и Харьковском зоотехническом институте. Против Лукина и его коллег разворачивается кампания в СМИ; его обвиняют в «низкопоклонстве и раболепии перед буржуазной наукой», идеализме и реакционизме.  Однако, в конце того же года Лукина по приказу Министерства высшего образования восстанавливают в должности завкафежрой в ХЗИ.  
В 1949 году принимается постановление с просьбой лишить Лукина учёной степени и учёного звания в рамках «борьбы с космополитизмом», однако решение не принимается. Ходатайствует за своего коллегу, генетика и заключённого Владимира Павловича Эфроимсона, отправляя положительную характеристику в государственные органы, после чего Эфроимсона переводят с общих работ в санчасть, что улучшает ему условия труда.
Вплоть до 1953 года, работы Лукина по эволюционной биологии не принимаются к публикации.
Начиная с 1950-х, ездит в многочисленные экспедиции по всему СССР, исследуя фауну пиявок.
В 1961 году издаёт учебник «Зоология», получающий высокую оценку со стороны Ю. И. Полянского, известного автора биологических пособий. В 1962 году организует и возглавляет Харьковское отделение Всесоюзного гидробиологического общества. В 1987 году выходит на пенсию.
Умер 22 ноября 1999 года.

## Основные направления научной деятельности
- Экология, систематика и эволюция пиявок Палеарктики
- Фауна водяных клещей
- Закономерности эволюции, синтетическая теория эволюции[2][3]

## Семья
Отец Ефима Иудовича Лукина до Октябрьской революции был купцом, связанным с работой в Товариществе нефтяного производства братьев Нобель.
Сын — Александр Ефимович Лукин, доктор геолого-минералогических наук Украинского государственного геологоразведывательного института.

## Публикации

### Монографии
- Лукин Е. И. Дарвинизм и географические закономерности в изменении организмов. М.: АН СССР, 1940. 311 с.
- Лукін Є. І. Фауна України. Том 30. П'явки: Зовнішня і внутрішня будова, екологія, систематика, поширення та практичне значення п'явок. Київ: Видавництво АН УРСР, 1962. 196 с.
- Лукин Е. И. Фауна СССР. Пиявки. Том 1. Пиявки пресных и солоноватых водоемов. Л.: Наука, 1976. 483 с.

### Учебники
- Лукин Е. И. Зоология: Учебное пособие для зоотехнических и ветеринарных ВУЗов. М.: Высш. школа, 1961. 377 с.
- Лукин Е. И. Зоология: Учебник для студентов зооинженерных вузов и факультетов. 2-е изд., перераб. и доп. М.: Высшая школа, 1981. 400 с.
- Лукин Е. И. Зоология: Учебник для вузов. 3-е изд., перераб. и доп. М.: ВО Агропромиздат, 1989. 384 с.

### Важнейшие статьи
- Лукин Е. И. Приспособительные ненаследственные изменения организмов и их эволюционная судьба. Журнал общей биологии. 1942. Т. 3, № 4. С. 235-261.
- Лукин Е. И. К вопросу о распространении медицинской пиявки в СССР. Зоологический журнал. 1957. Т. 36, Вып. 5. С. 658-669.
- Лукин Е. И., Эпштейн В. М. Эндемичные байкальские пиявки из семейства Glossiphoniidae. Доклады Академии наук СССР. 1960. Т. 131, Вып. 2. С. 457-460.
- Лукин Е. И., Эпштейн В. М. Новые сведения о фауне пиявок пресноводных вод Крыма. Зоологический журнал. 1960. Т. 39, Вып. 9. С. 1429-1432.
- Лукин Е. И., Эпштейн В. М. Пиявки подсемейства Toricinae nov. subfam. и их географическое распространение. Доклады Академии наук СССР. 1960. Т. 134, № 2. С. 478-481.
- Лукин Е. И., Эпштейн В. М. О географическом распространении двух южных палеарктических видов пиявок — Batracobdella algira Moq.-Tand. и Herpobdella stschegolewi Lukin et Epstein. Зоологический журнал. 1964. Т. 43, Вып. 4. С. 607-609.
- Лукин Е. И. Различия в скорости эволюции разных систем органов и приспособлений к размножению и развитию животных. Зоологический журнал. 1964. Т. 43, Вып. 8. С. 1105-1120.
- Лукин Е. И. Дарвиновский принцип монофилии и проблема уменьшения количества параллельных систематических групп в зависимости от повышения их ранга. Зоологический журнал. 1975. Т. 54, Вып. 1. С. 5-19.
- Лукин Е. И. Теория И. И. Шмальгаузена о накоплении в процессе эволюции адаптаций широкого значения. Журнал общей биологии. 1985. Т. 46. С. 723-731.
- Лукин Е. И. Фауна открытых вод Байкала, ее особенности и происхождение. Зоологический журнал. 1986. Т. 65, № 5. С. 666-675.